# پلی‌دی‌ای‌دی‌ام‌ای‌سی
پلی دی متیل دی آلیل آمونیوم کلرید (یا به صورت کوتاه PolyDADMAC یا PolyDDA ) با فرمول شیمیایی (C۸H۱۶NCl)n یک ترکیب شیمیایی است. که جرم مولی آن متغیر می‌باشد. 

## کاربردها

### تصفیه پساب
PolyDADMAC در تصفیه فاضلاب به عنوان یک ماده منعقدکننده آلی اولیه خنثی‌کننده مواد کلوئیدی دارای بار الکتریکی منفی استفاده می‌شود و در مقایسه با منعقدکننده‌های معدنی حجم لجن را بیشتر کاهش می‌دهد.

### صنعت کاغذ سازی
PolyDADMAC برای کنترل مواد مزاحم در روند کاغذسازی استفاده می‌شود. 

### صنعت نساجی
PolyDADMAC در صنعت نساجی با استفاده از شگردهای سنتز در فناوری نانو به عنوان جاذب رطوبت بر روی سطح لباس نشانده می‌شود.